# Мекленбург-Шверінське герцогство
Ме́кленбург-Шве́рінське ге́рцогство (нім. Herzogtum Mecklenburg-Schwerin) — у 1701–1815 роках герцогство в Північній Німеччині, в Мекленбурзі, зі столицею в Шверіні (Звірині). Входило до складу Нижньосаксонського округу Священної Римської імперії. Охоплювало західні терени сучасної німецької землі Мекленбург-Передня Померанія. Постало внаслідок династичного поділу Мекленбурзького герцогства на Шверінську і Штреліцьку частини. Керувалося представниками Шверінської гілки Мекленбурзького дому (т. зв. Шверінські Мекленбурги), нащадками західнослов'янських ободритських князів. Панівною релігією було лютеранство. Основу населення складали німці. Страждало від політичних і економічних негараздів. Через слабкість владних інституцій, протистояння герцога і шляхти, і погану репутацію правлячої династії вважалося одним із найзанедбаніших куточків імперії. Під тиском кредиторів було змушене взяти участь в Північній війні на боці Москви проти Швеції (1702—1721). В часи Семерічної війни (1756—1763) виступило проти Пруссії, було окуповане прусськими військами. На початку Французької революції зберігало нейтралітет. 1803 року повернуло собі Вісмар від шведів. 1806 року було захоплено силами Французької імперії й 1808 року включене до складу Рейнського союзу. До 1813 року постачало французам військові контингенти, але згодом приєдналося до анти-наполеонівської коаліції 1813—1814 років. 1815 року, за результатами Віденського конгресу, герцог отримав титул великого герцога, а його держава була перетворена на Велике герцогство Мекленбург-Шверінське у складі Німецького союзу. 1918 року територія великого герцогства стала Вільною державою Мекленбург-Шверін, яка 1934 року була об'єднана із сусідньою Вільною державою Мекленбург-Штреліц. Скорочено — Ме́кленбург-Шве́рін, Шверінський Мекленбург, Шверінське герцогство.

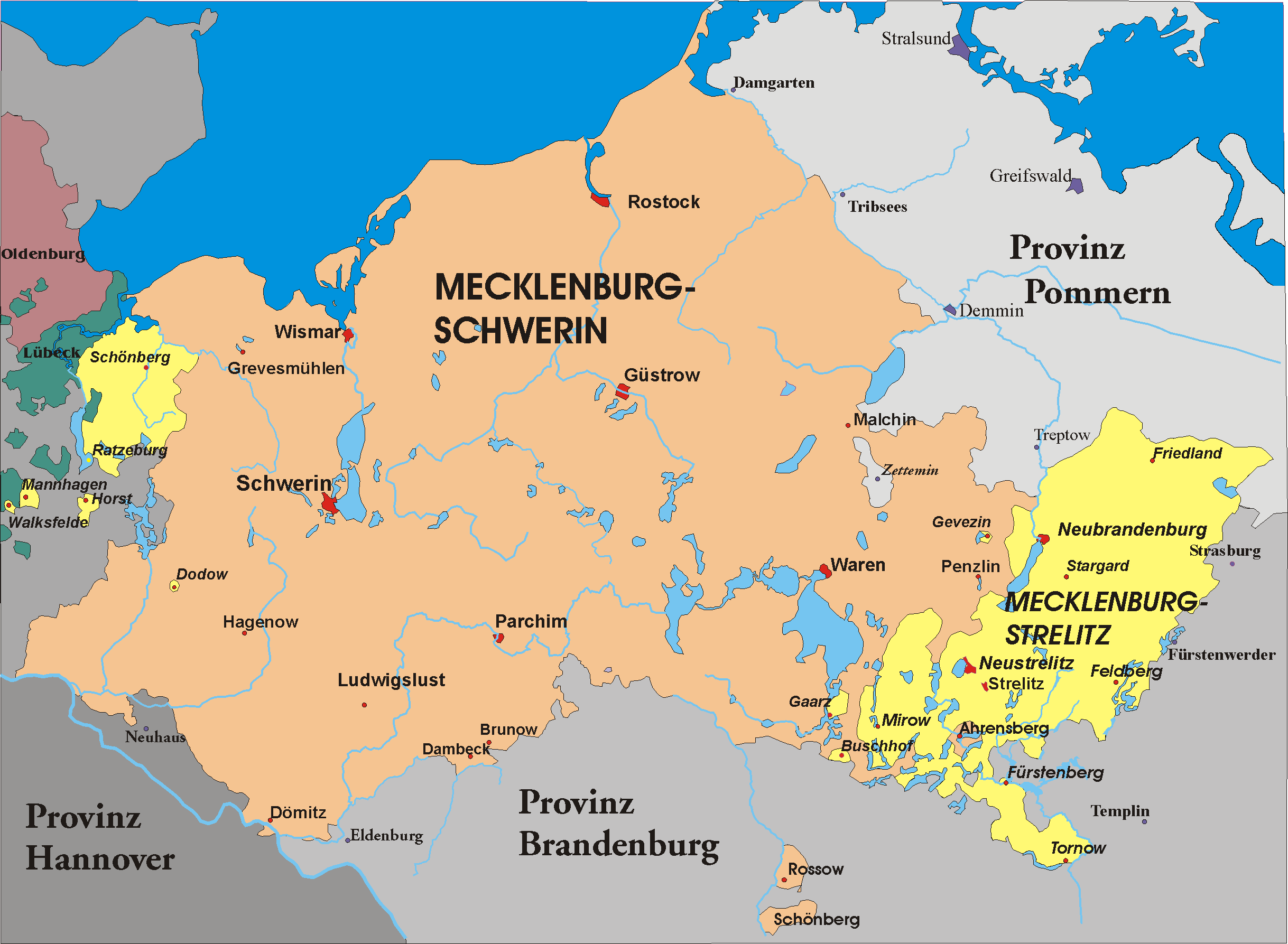
Мекленбург близько 1866 року
Шверінський Мекленбург
Штреліцький Мекленбург

## Історія

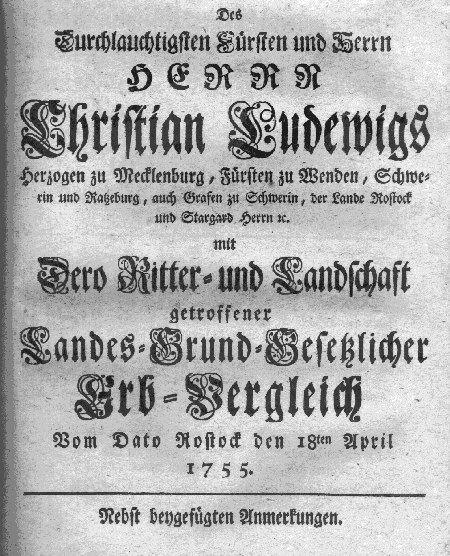
Конституційна угода 1755 року

- 8 березня 1701: Гамбурський компроміс — третій поділ мекленбурзьких земель, внаслідок якого постали самоврядні герцогства Шверінське і Штреліцьке зі столицями в Шверіні й Штреліці відповідно.
- 1713: політична криза — конфлікт герцога Карл-Леопольда зі шляхтою і міщанами Ростока.
- 1716: Північна війна — Шверінське герцогство уклало союзницький договір з Росією проти Швеції, прийнявши 40 тисяч російських військ.
- 1717: конфлікт герцога Карл-Леопольда із імператором Карлом VI, який наклав на нього екзекуцію.
- 1719: влада в герцогстві тимчасово перейшла до курфюста Ганновера і короля Пруссії.
- 1728: Карл-Леопольд зміщений імперським судом з посади герцога; його заступив новий герцог, брат Християн-Людвіг II.
- 1733: Карл-Леопольд безуспішно спробував поверти владу за підтримки Пруссії та простолюду.
- 1752: внаслідок династичної кризи у Штреліці його тимчасово окупували шверінські війська.
- 1755: Християн-Людвіг II підписав вигідну місцевій шляхті Конституційну угоду, а також договір про розподіл спадку між Шверінським і Штреліцьким герцогствами. Останні утворювали спільну державу, яка мала єдиний ландтаг й вищий апеляційний суд, але керувалася двома різними герцогами і двома відмінними урядами. Митний кордон між Шверіним і Штреліцом був відсутній. Крупні землевласники отримували широкі повноваження у державних справах.
- 1756—1763: Семерічна війна — Шверінське герцогство окуповано прусськими військами.
- 1803: Мальмський заставний договір — Шверін отримав від Швеції місто Вісмар, острів Пель й місцевість Нойклостер терміном на 99 років (з 1903 року — безстроково).
- 1806: Війна четвертої коаліції — Шверінське герцогство окуповано французькими військами Наполеона
- 22 березня 1808: Шверінське герцогство вступило до Рейнської конфедерації.
- 1811: Наполеон планував передати увесь Мекленбург шведському правителю Бернадоту.
- 1812: після поразки Наполеона в Росії шверінці уклали союз із Прусієєю і Росією.
- 1813—1814: Війна шостої коаліції — Шверінське герцогство приєдналося до анти-наполеонівської коаліції.
- 1815: за результатами Віденського конгресу герцогство перетворене на велике герцогство у складі Німецької конфедерації.

## Державний устрій

### Герцоги
- 1701—1713: Фрідріх-Вільгельм Мекленбург-Шверінський
- 1713—1728: Карл-Леопольд Мекленбург-Шверінський
- 1728—1756: Християн-Людвіг II Мекленбург-Шверінський
- 1756—1785: Фрідріх II Мекленбург-Шверінський
- 1785—1815: Фрідріх-Франц II Мекленбург-Шверінський

### Голови уряду
- 1771—1783: Карл-Фрідріх фон Бассевіц
- 1784—1800: Стефан-Вернер фон Девіц
- 1800—1808: Бернгард-Фрідріх фон Бассевіц
- 1808—1815: Август-Георг фон Бранденштайн

### Міста
- Шверін — столиця
- Росток — морський порт
- Вісмар — морський порт
- Пархім
- Гюстров